# Jenna Clark
Jenna Clark (* 29. September 2001) ist eine schottische Fußballspielerin, die beim WSL-Klub Liverpool unter Vertrag steht.

## Karriere

### Verein
Clark begann ihre Karriere beim schottischen Verein Glasgow City FC. Sie gewann dort 4 Mal die schottische Liga und einmal den schottischen Pokal. 2023 wechselte sie zum Liverpool FC Women in die Women’s Super League.

### Nationalmannschaft
Nach verschiedenen Jugendstationen hatte Clark im Jahr 2021 ihr Debüt für die schottische Fußballnationalmannschaft der Frauen.